# مذبحة الأبرياء (جويدو ريني)
مذبحة الأبرياء وهي لوحة من العصر الباروكي رسمها جويدو ريني في سنة 1611 وهي موجودة حالياً في بازيليك القديس دومينيكو في بولونية وهي اللوحة مستوحاة من مذبحة أطفال بيت لحم من قبل هيرودس الأول.